# Johnny Araya
Johnny Araya (Los Angeles, 10 marzo 1969) è un bassista statunitense, membro della band death metal Thine Eyes Bleed.
Johnny è il fratello di Tom Araya, bassista e cantante della thrash metal band Slayer.
I due gruppi si sono esibiti insieme nel 2006 al "The Unholy Alliance", un tour mondiale insieme a Lamb of God, Mastodon, In Flames e Children of Bodom.